# Кэмпбелл, Вивиан Патрик
Вивиан Патрик Кэмпбелл (англ. Vivian Patrick Campbell; 25 августа 1962, Белфаст, графство Антрим, Северная Ирландия) — ирландский гитарист и автор песен. Является участником группы Def Leppard. До прихода в группу в апреле 1992 он был членом ирландской рок-группы Sweet Savage, и других групп, в том числе Dio, Trinity, Whitesnake, Riverdogs, Shadow King, Thin Lizzy.

## Биография
Вивиан Кэмпбелл родился 25 августа 1962 года в Белфасте, в Северной Ирландии.
Он начал играть на гитаре в двенадцатилетнем возрасте и с тех пор практически не выпускал инструмент из рук. Учёба в школе отошла на второй план, и тогда же Вивиан определился в приоритетах. Он выбрал музыкальную карьеру.
Музыканту едва исполнилось пятнадцать лет, когда его пригласили в коллектив "Sweet Savage". В 1980 году группа записала свой первый сингл, а в следующем году выпустила в свет ещё четыре песни. Успех сопутствовал музыкантам и все же в начале 1983 года Вивиан ушёл из коллектива "Sweet Savagе" и стал выступать в составе "Dio".
Новая команда с радостью приняла Кэмпбелла и в течение трёх лет успешно сотрудничала с гитаристом. В течение нескольких лет Вивиан вместе с металлистами из "Dio" покорял аудиторию поклонников, выступая на ТВ, по радио и гастролируя по странам мира.
В 1985 году Вивиан принял участие в проекте Ронни Джеймса Дио — Hear ’n Aid. Вместе с Джимми Бэйном и самим Дио, Вивиан является автором заглавной песни.
В 1986 году музыкант ненадолго перешёл в британскую группу Whitesnake, играющую хард-рок.
В 1989 году Вивиан сформировал группу Riverdogs, с которой записал два студийных альбома и один концертный альбом.
В 1992 году гитарист присоединился к рок-коллективу "Def Leppard". Тогда Кэмпбелл заменил ушедшего из жизни Стива Кларка и удачно дебютировал в составе группы в одном из клубов Дублина. С тех пор музыкант играет в Def Leppard и ни разу не пожалел об этом.
Одновременно Вивиан работал и над иными проектами. Периодически он выступал в составе других коллективов, таких, как "Clock and Riverdogs", например.
Также Кэмпбелл усердно трудился над созданием сольной пластинки, которая вышла в свет в 2005 году, получила название "Two Sides Of If" и объединила кавер-версии любимых блюзовых мелодий Вивиана.
В настоящее время Вивиан Кэмпбелл живет в Южной Калифорнии с супругой по имени Джоли и их двумя дочерями, Лилу Роуз и Уной Мэриголд.
В свободное от творчества время с удовольствием занимается спортом, а также играет в футбол в составе команды "Hollywood United FC The Тeam". Эта команда состоит в основном из знаменитостей, а также бывших профессиональных футболистов.
11 июня 2013 года Вивиан признался журналистам, что болен раком. Врачи диагностировали болезнь Ходжкина и назначили шестимесячный курс химиотерапии.
Несмотря на свою болезнь, музыкант поехал в мировой тур с Def Leppard.

## Дискография
Sweet Savage

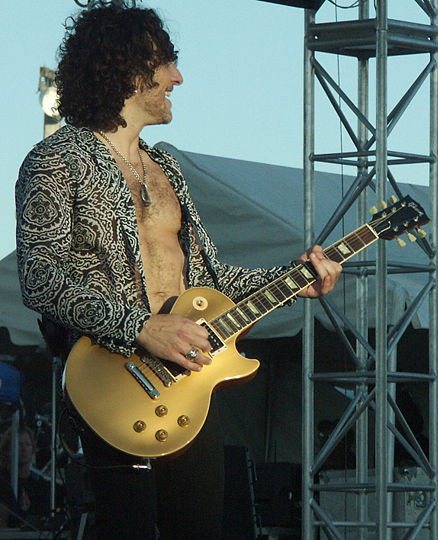

- «Take No Prisoners»/«Killing Time» (1981)

Dio
- Holy Diver (1983)
- The Last in Line (1984)
- Sacred Heart (1985)
- The Dio E.P. (1986)
- Intermission (1986)

Lou Gramm
- Long Hard Look (1989)

Riverdogs
- Riverdogs (1990)
- Absolutely Live (1993)
- Bone (1993)
- World Gone Mad (2011)

Shadow King
- Shadow King (1991)

Def Leppard
- Retro Active (1993)
- Vault: Def Leppard's Greatest Hits (1980-1995) (1995)
- Slang (1996)
- Euphoria (1999)
- X (2002)
- Best of Def Leppard (2004)
- Rock of Ages: The Definitive Collection (2005)
- Yeah! (2006)
- Songs from the Sparkle Lounge (2008)
- Mirrorball: Live & More (2011)
- Viva! Hysteria — Live at the Joint, Las Vegas (2013)
- Def Leppard (2015)
- Diamond Star Halos (2022)

Clock
- Through Time (1998)

Сольный альбом
- Two Sides of If (2005)

Гостевое участие
- Hear ’n Aid — We’re Stars (1986)
- Gotthard — Gotthard (1992)
- L.A. Zoo, Bunny Brunel, Tone Center, (1998)